# Winthemia quadripustulata
Winthemia quadripustulata là một loài ruồi trong họ Tachinidae.